# Ваггаман (Луїзіана)
Ваггаман (англ. Waggaman) — переписна місцевість (CDP) в США, в окрузі Джефферсон штату Луїзіана. Населення — 9835 осіб (2020).

## Географія
Ваггаман розташований за координатами 29°56′16″ пн. ш. 90°13′52″ зх. д. / 29.93778° пн. ш. 90.23111° зх. д. (29.937754, -90.231218).  За даними Бюро перепису населення США в 2010 році переписна місцевість мала площу 17,00 км², з яких 14,23 км² — суходіл та 2,77 км² — водойми.

## Демографія
Згідно з переписом 2010 року, у переписній місцевості мешкало 10 015 осіб у 3377 домогосподарствах у складі 2669 родин. Густота населення становила 589 осіб/км².  Було 3587 помешкань (211/км²).
Расовий склад населення:
| - 63,5 % — чорних або афроамериканців - 31,3 % — білих - 0,9 % — азіатів - 0,6 % — корінних американців - 2,2 % — осіб інших рас |

До двох чи більше рас належало 1,4 %. Частка іспаномовних становила 5,7 % від усіх жителів.
За віковим діапазоном населення розподілялося таким чином: 28,2 % — особи молодші 18 років, 61,5 % — особи у віці 18—64 років, 10,3 % — особи у віці 65 років та старші. Медіана віку мешканця становила 34,5 року. На 100 осіб жіночої статі у переписній місцевості припадало 91,7 чоловіків;  на 100 жінок у віці від 18 років та старших — 86,7 чоловіків також старших 18 років.
Середній дохід на одне домашнє господарство  становив 46 236 доларів США (медіана — 36 141), а середній дохід на одну сім'ю — 51 343 долари (медіана — 41 486). За межею бідності перебувало 21,7 % осіб, у тому числі 36,6 % дітей у віці до 18 років та 11,6 % осіб у віці 65 років та старших.
Цивільне працевлаштоване населення становило 4013 осіб. Основні галузі зайнятості: освіта, охорона здоров'я та соціальна допомога — 20,1 %, роздрібна торгівля — 17,1 %, науковці, спеціалісти, менеджери — 11,1 %, будівництво — 10,2 %.